# Céline Fallet
Catherine Céline Veriot (Bar-le-Duc, Mosa,17 de enero de 1820 - Damvillers, Meuse, 16 de septiembre de 1895) fue una profesora, autora de novelas, obras de teatro, obras morales y didácticas.

## Biografía
Autora de más de 169 obras, entre las que cabe destacar Alice et Clothilde ou le Plaisir et le Devoir (1863), Ambition et Sagesse (1860), La Chaumière de Marthe (1851), Blanche de Villaflor (1867) o Anne de Kervan, Fin du XVIII Siècle . También publicó novelas bajo el pseudónimo de Alexandre Müller.  Asimismo fue autora, como editora científica, de una obra de Marie de Rabutin-Chantal, marquesa de Sévigné (1626-1696) llamada Lettres Choisies de Mme de Sévigné (1856).

## Vida personal
Fue esposa y viuda de François Victor Fallet.

## Obras destacadas
- Conquête de l'Algérie (1856)
- Alice et Clotilde ou Le Plaisir et le devoir (1863)
- Ambition et sagesse, par C. Fallet (1860)
- Anne de Kervan, fin du XVIIIe siècle, par C. Fallet (1860)
- Blanche de Villaflor, par C. Fallet (1867)
- La Chaumière de Marthe, par Mme Céline Fallet (1851)
- Le coffret d'ébène ou Les diamants de l'aïeule (s.d)
- Deux frères (1884)
- L'école des beaux-arts (1872)
- La Folle des Ardennes, ou les Suites de l'ambition, par C. Fallet (1865)
- France et Italie (1860)
- Une glorieuse campagne, souvenirs de la guerre d'Italie (1860)
- Lettres Choisies de Mme de Sévigné (1856)